# Holy Spider
Holy Spider (em persa: عنکبوت مقدس, romantizado: 'Ankabut-e moqaddas) é um longa-metragem de ficção policial coproduzido internacionalmente entre Alemanha, Dinamarca, França, Suécia lançado em 2022, dirigido pelo iraniano Ali Abbasi. Baseado na história real do serial killer Saeed Hanaei, que tinha como alvo profissionais do sexo e matou 16 mulheres entre 2000 e 2001 em Mashhad, no Irã. O filme retrata a investigação de uma jornalista fictícia buscando elucidar o caso, em meio a incompetência da polícia local.
Selecionado para a competição pela Palma de Ouro no Festival de Cinema de Cannes de 2022, teve sua estreia mundial em 22 de maio de 2022. Zar Amir Ebrahimi venceu o prêmio de interpretação feminina. Foi selecionado como o representante da Dinamarca na categoria Melhor Filme Internacional na 95.ª edição do Oscar. Sendo um dos 15 filmes pré-selecionados para as 5 vagas finais, em dezembro de 2022.

## Sinopse
Masshad, Irã. Após uma série de assassinatos de prostitutas na cidade sagrada iraniana, uma jornalista resolve investigar o submundo da cidade. O assassino, conhecido como Spider Killer, acredita estar numa missão espiritual de limpar as ruas do pecado.

## Elenco
- Mehdi Bajestani como Saeed
- Zar Amir Ebrahimi como Arezoo Rahimi
- Arash Ashtiani como Sharifi
- Forouzan Jamshidnejad como Fatima
- Alice Rahimi como Somayeh
- Sina Parvaneh como Rostami
- Sara Fazilat como Zinab
- Firouz Agheli como Haji
- Nima Akbarpour como Judge
- Mesbah Taleb como Ali

## Lançamento
O filme estreou no Festival de Cinema de Cannes de 2022 em 22 de maio de 2022, onde foi aplaudido de pé por sete minutos ao final da exibição. A atriz Zar Amir Ebrahini, umas das notórias personalidades iranianas exiladas na Europa, venceu o prêmio de Melhor Atriz, atribuído pelo júri do festival.
Foi lançado nos cinemas na França pela Metropolitan Filmexport em 13 de julho de 2022 e na Dinamarca pela Camera Film em 13 de outubro de 2022. Será lançado na Alemanha pela Alamode Film em 12 de janeiro de 2023. Em maio de 2022, a Utopia adquiriu os direitos norte-americanos do filme. A plataforma de streaming Mubi adquiriu os direitos para o Reino Unido, Irlanda, América Latina e Malásia. No Brasil foi lançado nos cinemas em janeiro de 2023 pela O2Play em parceria com a Mubi Brasil, o lançamento na plataforma aconteceu em março de 2023.

## Recepção

### Resposta da Crítica
No agregador de críticas Rotten Tomatoes possuí 85% de aprovação entre as 84 críticas dos críticos, com uma nota média de 7,6/10. O consenso do site indica: "Holy Spider abre mão da sutileza em favor de uma dramatização visceralmente ultrajada inspirada em eventos reais terríveis". No Metacritic, que utiliza uma média ponderada, o filme possuí uma nota média de 68, de 100, com base em 24 avaliações de críticos especializados, indicando "críticas geralmente favoráveis."

### Resposta do Governo Iraniano
Em 29 de maio de 2022, a Organização de Cinema do Ministério da Cultura e Orientação Islâmica do Irã emitiu um comunicado condenando o festival de Cannes por conceder ao filme o prêmio de interpretação feminina, chamando-o de "um movimento insultuoso e politicamente motivado". A declaração comparou o filme a The Satanic Verses, e acrescentou que a obra "insultou as crenças de milhões de muçulmanos e a enorme população xiita do mundo".
Ainda em 2022, em 1º de junho, o Ministro da Cultura e Orientação Islâmica, Mohammad Mehdi Esmaili, disse que o Irã "protestou formalmente ao governo francês por meio do Ministério das Relações Exteriores". Ele também disse: "Se pessoas de dentro do Irã estiverem envolvidas com o filme Holy Spider, certamente receberão punição da Organização de Cinema do Irã".
A atriz Amir Ebrahimi afirmou à CNN em 3 de junho de 2022 que havia recebido cerca de 200 ameaças desde a vitória em Cannes. E acrescentou: "O problema é que eles nem assistiram a este filme, e estão julgando apenas a partir de um trailer", atribuindo a reação à notória falta de liberdade de expressão no Irã.

### Acusação de Suposto Plágio
Ebrahim Irajzad, diretor de Killer Spider, filme iraniano de 2020 baseado no mesmo caso real, acusou o diretor Abbasi, que também é iraniano mas exilado na Dinamarca, de plágio. E alegou que a produção poderia ter sido filmada no Irã se a equipe estivesse disposta a esperar uma aprovação do governo como Irajzad teve que fazer. Abbasi havia gravado Holly Spider na Jordânia, por 35 dias em maio de 2021, mesmo assim contou com um elenco de atores profissionais iranianos e que ainda atuam na indústria cinematográfica iraniana, como o interprete do serial killer, o ator Mehdi Bajestani.

## Ligações Externas
- Holy Spider. no IMDb.